# ریتا وولک
مارگاریتا وولکوینسکایا با نام هنری ریتا وولک (به انگلیسی : Rita Volk)، (زاده ۳ سمپتامبر ۱۹۹۰ در تاشکند)، بازیگر روس‌تبار ازبکستانی ساکن آمریکا است. از مهم ترین نقش‌های وی تاکنون، نقش ایمی دی سریال کمدی رومانتیک تظاهر‌  از شبکه تلوزیونی ام‌تی‌وی است. وی همچنین در فیلم مسابقات خماری‌گرسنگی که یک بازسازی طنز  از فیلم‌های عطش ‌مبارزه و خماری است. نقش آنلاین کرده است.

## زندگی‌شخصی
ربتا وولک که در شهر تاشکند ازبکستان زاده شده بود، در ۶ سالگی به سان‌فرانسیسکو در امریکا نقل‌مکان کرد و در نتیجه این فرصت را پیدا کرد تا با حضور در تبلیغات تلویزیونی، علاقه خود را به بازیگری نشان دهد. ریتا در ادامه به دبیرستان لوول در سان‌فرانسیسکو رفت و با بازی در نمایشنامه‌های مدرسه‌ای، استعداد خود را در بازیگری بیش از پیش نشان داد. همین موضوع به او و خانواده‌اش کمک کرد تا با فرهنگ حاکم بر کشور امریکا بهتر کنار آیند. ریتا بعد از دبیرستان به دانشگاه دوک رفت و از آنجا با مدرک روانشناسی فارغ‌التحصیل شد. وی در طول دوره دانشگاه نیز در یک سری فیلم دانشجویی بازی کرد.

## فیلم‌شناسی
| سال  | عنوان                | نقش           | توضیحات                    |
| ---- | -------------------- | ------------- | -------------------------- |
| ۲۰۱۲ | سریال ریزالی و ایزلس | لی بابیچ      | قسمت «بریدن مانند یک چاقو» |
| ۲۰۱۳ | سریال جنایت‌های عمده  | برایانا ماتیس | قسمت «انفجار معکوس»        |
| ۲۰۱۴ | مسابقات خماری‌گرسنگی  | کت نیپ اورلین | بازسازی طنزآمیز            |
| ۲۰۱۴ | سریال تظاهر          | ایمی رودنفیلد | نقش اصلی                   |